# Mahatsinjony
Mahatsinjony is een plaats en commune in het zuiden van Madagaskar, behorend tot het district Fianarantsoa II, dat gelegen is in de regio Haute Matsiatra. Tijdens een volkstelling in 2001 telde de plaats 14.009 inwoners.
De plaats biedt naast lager onderwijs ook middelbaar onderwijs aan. 98 % van de bevolking werkt als landbouwer, 1 % houdt zich bezig met veeteelt en 1 % verdient zijn brood als visser. De belangrijkste landbouwproducten zijn zoete aardappelen en rijst; andere belangrijke producten zijn bonen en maniok. 